# 14 mai
Pour les articles homonymes, voir Quatorze-Mai.
14 avril 14 juin
Chronologies thématiques
- Croisades
- Ferroviaires
- Sports
- Disney
- Anarchisme
- Catholicisme

Abréviations / Voir aussi
- (° 1852) = né en 1852
- († 1885) = mort en 1885
- a.s. = calendrier julien
- n.s. = calendrier grégorien
- Calendrier
- Calendrier perpétuel
- Liste de calendriers
- Naissances du jour

Le 14 mai est le 134e jour, moins souvent le 135e, de l'année du calendrier grégorien ; il en reste ensuite 231.
Son équivalent était généralement le 25 floréal du calendrier républicain ou révolutionnaire français, officiellement dénommé jour de la carpe (le poisson d'eau douce).

## Événements

### XIesiècle
- 1097 : début du siège de Nicée lors de la première croisade.

### XIIIesiècle
- 1264 : bataille de Lewes. Victoire de Simon de Montfort sur Henri III d'Angleterre.

### XVIesiècle
- 1509 : bataille d'Agnadel. La république de Venise est vaincue par une coalition de pays regroupés dans la Ligue de Cambrai.

### XVIIesiècle
- 1607 : fondation de Jamestown, première colonie britannique permanente en Amérique.
- 1608 : fondation de l'Union protestante.
- 1610 : Louis XIII devient roi de France à la suite de l’assassinat d'Henri IV survenu le jour même.
- 1643 : Louis XIV devient roi de France à la suite de la mort de Louis XIII.

### XVIIIesiècle
- 1747 : victoire anglaise sur les bateaux français, à la bataille du cap Finisterre, lors de la guerre de succession d'Autriche.

### XIXesiècle
- 1804 : départ de l'expédition Lewis et Clark à travers l'Ouest américain.
- 1809 : premier jour de la bataille de Strass im Zillertal, lors de la rébellion du Tyrol.
- 1836 : signature des traités de Velasco.
- 1863 : bataille de Jackson (guerre de Sécession).
- 1868 : victoire impériale, à la bataille du château d'Utsunomiya, pendant la guerre de Boshin.

### XXesiècle
- 1940 : en dépit du cessez-le conclu précédemment, Rotterdam est bombardée par la Luftwaffe, qui détruit le centre historique de la ville et tue 900 civils.
- 1948 : déclaration d'indépendance de l'État d'Israël.
- 1955 : signature du Pacte de Varsovie.
- 1958 : Pierre Pflimlin devient président du Conseil en France.
- 1959 :
  - le parlement suédois vote une loi généralisant la retraite à tous les salariés.
  - Le Premier ministre indien Jawaharlal Nehru exprime ses doutes sur la possibilité d'un arrangement avec le président pakistanais Ayub, au sujet des eaux de la vallée de l'Indus.
  - Le Premier ministre irakien Abdel Karim Kassem dit qu'il mène son pays vers la démocratie et veut favoriser la formation des partis politiques.
- 1970 : création de la Fraction armée rouge (en allemand : Rote Armee Fraktion) en Allemagne.
- 1986 : Après un procès d'un mois, condamnation à la peine de mort d'Andrija Artukovic, criminel de guerre de la seconde guerre mondiale, qui fut ministre de l'intérieur de l'Etat indépendant de Croatie.

### XXIesiècle
- 2002 : élection de Ahmad Tejan Kabbah à la présidence de la Sierra Leone.
- 2017 : Emmanuel Macron est investi 25e président de la République française à 39 ans, le plus jeune président français jamais élu devant Louis-Napoléon Bonaparte élu à 40 ans.
- 2018 :
  - après 199 jours de suspension de l'autonomie de la Catalogne, l'indépendantiste Quim Torra est investi président de la Généralité de Catalogne.
  - Le jour du soixante-dixième anniversaire de l’indépendance, l'ambassade américaine en Israël est transférée de Tel-Aviv à Jérusalem, soulevant un tollé dans la majeure partie de la communauté internationale. Au moins cinquante-neuf Palestiniens sont tués par l'armée israélienne lors d'une manifestation dans la bande de Gaza.
- 2021 : Penpa Tsering est élu sikyong (président) du gouvernement tibétain en exil[1].
- 2023 :
  - en Thaïlande, les élections législatives ont lieu afin de renouveler les 500 membres de la Chambre des représentants et le scrutin se révèle une sévère défaite pour les militaires, l'opposition arrivant largement en tête[2].
  - en Turquie, le premier tour de l'élection présidentielle est couplée avec les élections législatives. Le président sortant Recep Tayyip Erdoğan et le candidat Kemal Kılıçdaroğlu sont qualifiés pour le second tour[3].

## Arts, culture et religion
- 1572 : élection du pape Grégoire XIII.
- 1914 : première de La Légende de Joseph, ballet de Vaslav Nijinski (chorégraphie) et Richard Strauss (musique), créé à l'Opéra de Paris.
- 1925 : parution de Mrs Dalloway, de Virginia Woolf.
- 1964 : le film "Les Parapluies de Cherbourg" obtient la Palme d'or à Cannes, remise par Anouk Aimée à Jacques Demy qui y a fait tourner Catherine Deneuve dans l'un de ses premiers rôles, Nino Castelnuovo et leurs doubleurs vocaux chantés[4].
- 2014 : le film Grace de Monaco, d'Olivier Dahan, ouvre la sélection du festival de Cannes, avec une projection hors compétition.
- 2019 : le film The Dead Don't Die réalisé par Jim Jarmusch est présenté en ouverture du 72e Festival de Cannes.

## Sciences et techniques
- 1796 : Edward Jenner effectue la première variolisation en préalable à la première vaccination.
- 1864 : chute de la météorite d'Orgueil.
- 1973 : lancement de la première station spatiale américaine (Skylab).

## Naissances

### XIVesiècle
- 1316 : Charles IV, empereur romain germanique de 1355 à sa mort († 29 novembre 1378).

### XVIesiècle
- 1553 : Marguerite de France, future reine de Navarre et de France, fille de Henri II, sœur de Henri III, et première épouse de Henri IV († 27 mars 1615).

### XVIIesiècle
- 1607 : Alberte-Barbe d'Ernécourt, héroïne de la guerre de Trente Ans († 22 mai 1660).
- 1666 : Victor-Amédée II, roi de Sicile et de Sardaigne († 31 octobre 1732).

### XVIIIesiècle
- 1727 :
  - Jacques Gabriel Louis Le Clerc de Juigné, militaire français († 4 ou 14 août 1807).
  - Thomas Gainsborough, peintre britannique († 2 août 1788).
- 1752 : Albert Thaer, agronome allemand († 26 octobre 1828).
- 1771 : Robert Owen, théoricien socialiste britannique († 17 novembre 1858).
- 1794 : Fanny Imlay, écrivaine britannique († 9 octobre 1816).

### XIXesiècle
- 1803 : Salomon Munk, orientaliste, arabisant, philosophe, traducteur et enseignant franco-allemand († 5 février 1867)
- 1812 : Emilie Mayer, compositrice allemande († 10 avril 1883).
- 1836 : Wilhelm Steinitz, joueur d'échecs américain d'origine autrichienne, premier champion du monde officiel d'échecs en 1886 († 12 août 1900).
- 1852 : Henri Julien, caricaturiste et peintre québécois († 17 septembre 1908).
- 1860 : Bertie Charles Forbes, journaliste financier et auteur écossais, fondateur du magazine Forbes († 6 mai 1954).
- 1863 : John Charles Fields, mathématicien canadien, à l'origine de la médaille Fields († 9 août 1932).
- 1867 :
  - Pepete (José Rodríguez Davié dit), matador espagnol († 13 septembre 1899).
  - Adam Stefan Sapieha, prélat polonais († 21 juillet 1951).
- 1870 : Auguste Aramini, chanteur québécois d'origine française († 27 mai 1960).
- 1872 : Elia Dalla Costa, prélat italien († 22 décembre 1961).
- 1874 : Polaire (Émélie Marie Bouchaud dite), chanteuse et actrice française († 11 octobre 1939).
- 1882 : Mokichi Saitō, psychiatre et poète japonais († 25 février 1953)
- 1885 : Otto Klemperer, chef d'orchestre allemand († 6 juillet 1973).
- 1888 : Simon Sabiani, homme politique et homme d'affaires français († 29 septembre 1956).
- 1893 : Louis Verneuil, acteur et réalisateur français († 3 novembre 1952).
- 1895 : Albert White, plongeur américain, double champion olympique († 8 juillet 1982).
- 1897 : Sidney Bechet, musicien américain († 14 mai 1959).
- 1898 ou 1904 : Hastings Banda (Hastings Kamuzu Banda dit), premier président de la république du Malawi indépendant de juillet 1966 à mai 1994 († 25 novembre 1997).
- 1899 : Pierre Auger, physicien français académicien ès sciences († 24 décembre 1993).

### XXesiècle
- 1904 : Hans Albert Einstein, professeur de génie hydraulique américain († 26 juillet 1973).
- 1905 : Jean Daniélou, prélat et académicien français († 20 mai 1974).
- 1910 : Opilio Rossi, prélat italien († 9 février 2004).
- 1911 : Ne Win, militaire et dictateur birman, dirigeant de la Birmanie de 1962 à 1988 († 5 décembre 2002).
- 1912 : Fernand Pouillon, architecte et urbaniste français († 24 juillet 1986).
- 1917 : 
  - Lou Harrison, compositeur, espérantiste, critique littéraire et journaliste américain († 2 février 2003).
  - Norman Luboff (en), arrangeur, éditeur de musique et chef de chorale américain († 22 septembre 1987).
- 1918 : Marie Smith Jones, citoyenne américaine, dernière locutrice de langue eyak († 21 janvier 2008).
- 1919 : Solange Chaput-Rolland, animatrice, auteur et femme politique québécoise († 31 octobre 2001).
- 1921 :
  - Pierre Croze, homme politique français († 19 janvier 1998).
  - Richard Deacon, acteur américain († 8 août 1984).
- 1924 : Marcel Robin, sociologue français († 19 novembre 2010).Patrice Munsil dite Munsel en 1944
- 1925 :

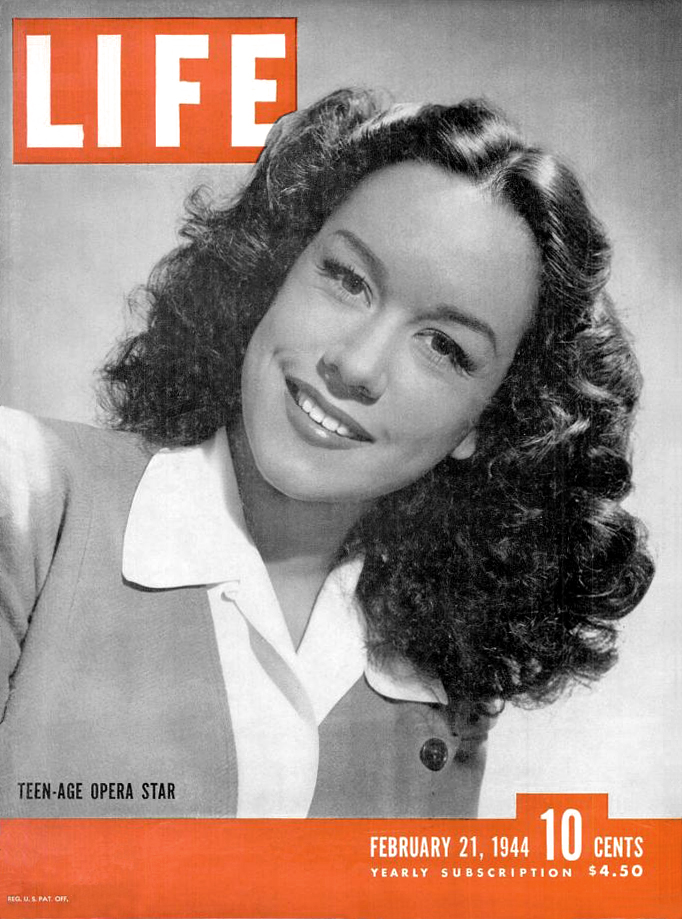
Patrice Munsil dite Munsel en 1944

  - Loleh Bellon, actrice et dramaturge française († 22 mai 1999).
  - François Maistre, acteur français († 16 mai 2016).
  - Patrice Munsel (Patrice Beverly Munsil dite), soprano et à l'occasion actrice américaine (en photogénie ci-jointe, † 4 août 2016).
  - Oona O'Neill, fille du dramaturge Eugene O'Neill et l'une des épouses de Charlie Chaplin († 27 septembre 1991).
- 1927 :
  - Paule Emanuele (Paule-Marie Christophe dite), comédienne et doubleuse vocale française.
  - Georges Suffert, journaliste et écrivain français († 17 janvier 2012).
- 1928 :
  - Will "Dub" Jones (en), chanteur américain du groupe The Coasters († 16 janvier 2000).
  - Brian Macdonald, danseur et chorégraphe canadien († 29 novembre 2014).
  - Jack Ralite, homme politique français († 12 novembre 2017).
- 1929 :
  - Henry McGee, acteur britannique († 28 janvier 2006).
  - George Selden, romancier américain († 5 décembre 1989).
  - Gump Worsley (Lorne Worsley dit), joueur de hockey sur glace canadien († 26 janvier 2007).
- 1930 : Ali la Pointe (Ali Ammar dit), combattant algérien du FLN († 8 octobre 1957).
- 1932 (ou 13 mai) : Richard Estes, peintre et photographe américain.
- 1934 :
  - Claude Gubler, médecin français (notamment du président Mitterrand).
  - Pascal Jardin, écrivain, dialoguiste et scénariste français († 30 juillet 1980).
  - Dieter Stern, joueur d'échecs allemand († 15 septembre 2011).
- 1936 :
  - Bobby Darin, chanteur et acteur américain († 20 décembre 1973).
  - Charlie Gracie, chanteur et guitariste américain. († 17 décembre 2022).
  - Dick Howser (en), joueur puis manager de baseball américain († 17 juin 1987).
  - Willy Lambil (Lambillotte), scénariste et dessinateur belge de bande dessinée.
- 1939 : Troy Shondell (en), chanteur américain († 7 janvier 2016).
- 1942 : Tony Pérez, joueur de baseball cubain.
- 1943 :
  - Jack Bruce, chanteur et musicien écossais du groupe Cream († 25 octobre 2014).
  - Jean-Paul Gobel, prélat français.
  - Ólafur Ragnar Grímsson, homme politique islandais.
  - Derek Leckenby (en), musicien anglais du groupe Herman's Hermits († 4 juin 1994).
  - Gaston L'Heureux, animateur québécois († 9 janvier 2011).
- 1944 :
  - Gene Cornish (en), musicien américain du groupe The Rascals.
  - George Lucas, cinéaste américain.
- 1945 :
  - Francesca Annis, actrice anglaise.
  - Janou Lefèbvre, cavalière française, double médaillée olympique.
  - Yochanan Vollach, footballeur israélien.
- 1946 :
  - Jean-Pierre Matte, acteur québécois.
  - Stephen Rerych, nageur américain, double champion olympique.
- 1947 : Anne Wiazemsky, écrivaine, comédienne et réalisatrice française († 5 octobre 2017).
- 1948 : Richard Correll, acteur, réalisateur, producteur et scénariste américain.
- 1949 : Jean Glavany, homme politique français.
- 1950 : Maurice Le Guilloux, cycliste sur route français.
- 1951 : Robert Zemeckis, réalisateur, producteur et scénariste américain de cinéma.
- 1952 :
  - David Byrne, chanteur et guitariste américain d’origine écossaise du groupe Talking Heads.
  - Donald R. McMonagle, astronaute américain.
- 1953 :
  - Tom Cochrane, chanteur et compositeur canadien.
  - Norodom Sihamoni, roi du Cambodge depuis 2004.
- 1954 : 
  - James Gita Hakim, chercheur zimbabwéen († 25 janvier 2021).
  - Tamara Lazakovitch, gymnaste soviétique, championne olympique († 1er novembre 1992).
- 1955 :
  - Marie Chouinard, danseuse et chorégraphe québécoise.
  - Dennis Martínez, joueur de baseball nicaraguayen.
- 1956 :
  - Gillian Bradshaw, écrivaine américaine.
  - Charles Ange Ginésy, homme politique français.
- 1957 :
  - Michel Cymes, médecin ORL, chirurgien, chroniqueur puis journaliste de santé, animateur et acteur français.
  - William G. Gregory, astronaute américain.
- 1958 : Andrzej Grubba, pongiste polonais († 21 juillet 2005).
- 1959 :
  - Laurent Bénégui, producteur et réalisateur français.
  - Sandro Bondi, personnalité politique italienne.
  - Patrick Bruel (Benguigui), chanteur et acteur français.
  - Markus Büchel, homme d’État liechtensteinois, 9e Premier ministre du Liechtenstein en 1993 († 9 juillet 2013).
  - Ruth Cadbury, femme politique britannique.
  - Marcel Coraș, footballeur roumain.
  - Tony Ford, footballeur anglais.
  - Anthony Girard, compositeur français.
  - Robert Greene, écrivain américain.
  - Steve Hogarth, chanteur, compositeur et multi-instrumentiste anglais du groupe Marillion.
  - John Holt (en), joueur américain de football américain († 13 février 2013).
  - Patrick Hurbain, homme d'affaires et patron de presse belge.
  - Brett Leonard, réalisateur américain.
  - Stefano Malinverni coureur italien spécialiste du 400 mètres.
  - Sherif Mounir, acteur égyptien.
  - Bjørn Ousland, auteur de bande dessinée et illustrateur norvégien.
  - Frédérique Ries, femme politique belge francophone.
  - Arnold Turboust, compositeur, chanteur, musicien et producteur de disques français.
  - Rick Vaive, hockeyeur canadien.
  - Heather Wheeler, femme politique britannique.
- 1960 : 
  - Frank Henry, écrivain, scénariste, réalisateur, parolier et musicien français.
  - Simonetta Sommaruga, femme politique suissesse
- 1961 :
  - Jean Leloup (Jean Leclerc dit), chanteur canadien.
  - Tim Roth, acteur britannique.
  - Alain Vigneault, entraîneur québécois de hockey sur glace.
- 1962 :
  - Ferran Adrià, cuisinier espagnol.
  - Paoline Ékambi, basketteuse française.
  - Danny Huston, acteur américain.
- 1963 :
  - Pat Borders, joueur de baseball américain.
  - Aldo Bahamonde, peintre et sculpteur chilien.
- 1964 :
  - André Berthozat, joueur de rugby à XV français.
  - James M. Kelly, astronaute américain.
- 1966 :
  - Marianne Denicourt, actrice française.
  - Fab Morvan (Fabrice Maxime Sylvain Morvan dit), chanteur et compositeur français du groupe Milli Vanilli.
- 1968 :
  - Alain Bouzigues, acteur français.
  - Héctor Milián, lutteur cubain, champion olympique.
- 1969 :
  - Cate Blanchett, actrice australienne.
  - Alexandra Ledermann, cavalière française de saut d'obstacles.
  - Danny Wood (en), chanteur, compositeur et réalisateur artistique américain du groupe New Kids on the Block.
- 1971 :
  - Deanne Bray, actrice sourde américaine.
  - Sofia Coppola, cinéaste américaine.
  - Matthew Pateman, chanteur et acteur britannique.
- 1972 : Ike Moriz, chanteur, auteur-compositeur et musicien germano sud-africain.
- 1973 :
  - Nathalie Kosciusko-Morizet, femme politique française, élue dans l'Essonne puis dans Paris, ministre, candidate à la primaire de la droite républicaine de 2016 pour les élections présidentielles de 2017 (la seule femme).
  - Voshon Lenard, basketteur américain.
  - Shanice (Shanice Lorraine Wilson-Knox dite), chanteuse américaine.
- 1974 :
  - Jennifer Allan, mannequin de charme américain.
  - Ginie Line, chanteuse française.
  - Matteo Tosatto, cycliste sur route italien.
- 1977 : Roy Halladay, joueur de baseball américain.
- 1979 :
  - Dan Auerbach, musicien américain du duo The Black Keys.
  - Mickaël Landreau, footballeur français.
  - Edwige Lawson-Wade, basketteuse française.
- 1980 : Florent Peyre, humoriste français.
- 1981 : Mohamed Diop, basketteur sénégalais.
- 1982 : Ai Shibata, nageuse japonaise.
- 1983 :
  - Frank Gore, joueur de football américain.
  - Jean-Baptiste Guégan, chanteur français.
  - Uroš Slokar, basketteur slovène.
  - William Souza, footballeur brésilien.
  - Amber Tamblyn, actrice américaine.
- 1984 :
  - Olly Murs, chanteur anglais.
  - Hassan Yebda, footballeur algérien.
  - Mark Zuckerberg, homme d'affaires américain.
- 1985 : Zack Ryder, catcheur américain.
- 1986 : Clay Matthews III, joueur de football américain.
- 1987 : François Steyn, joueur de rugby sud-africain.
- 1991 : Erica Fontes, actrice pornographique portugaise.
- 1992 : Nouha Dicko, footballeur franco-malien.
- 1993 :
  - Miranda Cosgrove, actrice et chanteuse américaine.
  - Kristina Mladenovic, joueuse française de tennis.
- 1994 : Marquinhos (Marcos Aoás Corrêa dit), footballeur brésilien et portugais.
- 1996 : Martin Garrix, (Martijn Garritsen dit), DJ et producteur néerlandais.
- 1999 : Esther Valding, actrice française.

## Décès

### Xesiècle
- 964 : Jean XII (Octavien, Ottaviano ou Octavius dit), 130e pape de l'Église catholique romaine de décembre 955 à sa mort (° v. 937).

### XIVesiècle
- 1313 : Bolko Ier, duc d’Opole (° v. 1256).

### XVIIesiècle
- 1610 : Henri IV, roi de France (° 13 décembre 1553)
- 1643 : Louis XIII, roi de France, fils du précédent (° 27 septembre 1601).
- 1667 : Georges de Scudéry, écrivain français (° 11 avril 1601).
- 1688 : Antoine Furetière, lexicographe français né un 28 décembre.

### XIXesiècle
- 1818 en mer de Jamaïque : Matthew Gregory Lewis (dit souvent « le moine » Lewis), romancier et dramaturge anglais (° 9 juillet 1775).
- 1847 : Fanny Mendelssohn, compositrice allemande (° 14 novembre 1805).
- 1887 :
  - Hippolyte Bayard, photographe français (° 20 janvier 1801).
  - Lysander Spooner, militant anarchiste américain (° 19 janvier 1808).
- 1893 : Ernst Eduard Kummer, mathématicien allemand (° 29 janvier 1810).

### XXesiècle
- 1912 :
  - Frédéric VIII, roi de Danemark de 1906 à 1912 (° 3 juin 1843).
  - August Strindberg, écrivain et dramaturge suédois (° 22 janvier 1849).
- 1919 : Henry John Heinz, homme d’affaires américain d’origine allemande (° 11 octobre 1844).
- 1926 : Lizzie Crozier French, éducatrice américaine et militante féministe (° 7 mai 1851).
- 1936 : Edmund Allenby, général britannique (° 23 avril 1861).
- 1940 : Emma Goldman, philosophe politique américaine d'origine lituanienne (° 27 juin 1869).
- 1951 : « El Gordito » (José Carmona García dit), matador espagnol (° 13 décembre 1883).
- 1954 : Heinz Guderian, général allemand (° 17 juin 1888).
- 1959 :
  - Sidney Bechet, musicien américain (° 14 mai 1897).
  - Télesphore Caudron, homme politique français (° 9 février 1891).
  - Ivan Perestiani, acteur et réalisateur russe et soviétique (° 13 avril 1870).
  - Antónia de Bragance, « Infante de Portugal », « Duchesse de Parme », épouse de l'ex-duc souverain Robert Ier de Parme (° 28 novembre 1862).
- 1968 : Husband E. Kimmel, amiral américain (° 26 février 1882).
- 1970 : Billie Burke, actrice américaine (° 7 août 1884).
- 1976 : Keith Relf, chanteur et musicien britannique du groupe The Yardbirds (° 22 mars 1943).
- 1980 : Hugh Griffith, acteur britannique (° 30 mai 1912).
- 1982 : Hugh Beaumont, acteur américain (° 16 février 1909).
- 1983 : Miguel Alemán Valdés, président du Mexique de 1946 à 1952 (° 29 septembre 1902).
- 1987 : Rita Hayworth, actrice américaine (° 17 octobre 1918).
- 1988 : Willem Drees, homme politique néerlandais (° 5 juillet 1886).
- 1989 : Joe Primeau, joueur canadien de hockey sur glace issu de la Kid line des Maple Leafs de Toronto (° 29 janvier 1906).
- 1991 : Jiang Qing, dirigeante chinoise, veuve de Mao Zedong (° 19 mars 1914).
- 1993 : William Randolph Hearst, Jr. (en), magnat américain de la presse (° 27 janvier 1908).
- 1996 : Edward Gurney, homme politique américain (° 12 janvier 1914).
- 1997 :
  - Jambyn Batmönkh, homme politique mongol, ancien chef de l'état (1984-1990) (° 10 mars 1926).
  - Paul Pellas, géologue français (° 24 juillet 1924).
  - Leo Yaffe, scientifique et professeur canadien (° 6 juillet 1916).
- 1998 :
  - Marjory Stoneman Douglas, environnementaliste et journaliste américaine (° 7 avril 1890).
  - Paul Leyhausen, éthologue allemand (° 10 novembre 1916).
  - Frank Sinatra, chanteur et acteur américain (° 12 décembre 1915).

### XXIesiècle
- 2001 : Mauro Bolognini, réalisateur italien (° 28 juin 1922).
- 2002 : Ray Stricklyn, acteur américain (° 8 octobre 1928).
- 2003 :
  - Dave DeBusschere, joueur de basket-ball américain (° 16 octobre 1940).
  - Wendy Hiller, actrice anglaise (° 15 août 1912).
  - Robert Stack, acteur américain (° 13 janvier 1919).
- 2004 : Anna Lee, actrice anglaise (° 2 janvier 1913).
- 2007 :
  - Michel Moy, peintre français (° 23 janvier 1932).
  - Jean Saubert, skieuse alpine américaine (° 1er mai 1942).
- 2015 : B. B. King (Riley B. King dit), guitariste, chanteur et compositeur américain (° 16 septembre 1925).
- 2018 : Tom Wolfe, auteur américain (° 2 mars 1930).
- 2020 : Guido Cerniglia, acteur et doubleur vocal italien (° 3 février 1939).
- 2022 : 
  - Bernard Bigot, chimiste français (° 24 janvier 1950).
  - Valerio Onida, juge italien (° 30 mars 1936).
  - Maxi Rolón, footballeur argentin (° 19 janvier 1995).
  - Andrew Symonds, joueur de cricket australien (° 9 juin 1995).
  - Urvashi Vaid, avocate, écrivaine et activiste LGBT indienne naturalisée américaine (° 8 octobre 1958).

## Célébrations

### Internationale et médicale
- Journée mondiale contre l'hypertension artérielle[5].

### Nationales
- Fidji : Girmit Day, jour férié depuis 2023. Ce jour commémore l'arrivée aux Fidji des premiers travailleurs indiens sous statut d’indenture en 1879, durant la période coloniale, et célèbre l'histoire multi-ethnique des Fidji[6].
- Israël : fête de l'indépendance de 1948.
- Liberia (Union africaine) : national unification day[7] / fête de l'unification nationale.
- Malawi (Union africaine) : Hastings Banda's birthday / anniversaire de naissance en 1898 ou 1904 ci-avant de Hastings Banda le premier président du pays[8]

### Religieuses
- Mythologie égyptienne : fête d'Isis qui célébrait le jour où ladite déesse aurait trouvé les restes mortels du dieu Osiris.

#### et riteagricole
- Paganisme christianisé : voir tradition plus bas.

### Saints des Églises catholiques et orthodoxes

#### Saints catholiques et orthodoxes du jour
Référencés ci-après in fine, :
- Aglaé († IVe siècle), matrone romaine, compagne de saint Boniface, martyrs à Tarse.
- Ampèle le Forgeron (it) († 410), ermite à Bordighera.
- Aproncule († 488), évêque de Langres puis de Clermont.
- Augie († IVe siècle), martyre à Apt.
- Bévignat († 500), ermite à Pérouse.
- Boniface de Ferentino († VIe siècle), évêque de Ferentino.
- Carthach le jeune († 638), ermite à Lismore (Irlande).
- Constant de Capri (it) († VIIe siècle), évêque de Capri.
- Érembert de Toulouse († 678), moine de l'abbaye Saint-Wandrille de Fontenelle puis archevêque de Toulouse.
- Félix d'Aquilée († 296) et Fortunat, frères martyrs à Aquilée en Vénétie julienne ; fêtés le 11 juin en Orient.
- Gal Ier de Clermont († 551), évêque de Clermont ; fêté le 1er juillet en Orient[11].
- Isidore de Chio (it) († 251), lieutenant dans l'armée romaine, martyr sur l'île de Chio sous Dèce.
- Juste, Justine et Hérédine († 130), martyres sous Hadrien en Sardaigne.
- Matthias († Ier siècle), 12e apôtre de Jésus de Nazareth qui remplace Judas l'Iscariote après le suicide de remords de ce dernier et les mort crucifié et résurrection du Christ (début des Actes des apôtres, après les Évangiles bibliques du Nouveau testament chrétien).
- Maxime († vers 250), riche marchand d'Asie Mineure, martyr lapidé sous l'empereur romain Dèce.
- Pons de Cimiez († 258), évêque de Cimiez dans le comté de Nice, martyr.
- Victor de Damas († 251) et sainte Couronne, martyrs à Alexandrette.

#### Saints et bienheureux catholiques du jour
référencés ci-après :
- Anne-Thérèse Guérin († 1856), religieuse française fondatrice des sœurs de la Providence de Sainte-Marie-de-la-Forêt.
- Engelmer († 1096), ermite près de Passau en Bavière et martyr.
- Gilles de Santarem († 1265), bienheureux religieux dominicain portugais.
- Halward († 1045), négociant, cousin de saint Olaf II de Norvège, martyr au Gotland en Suède, patron de la ville d'Oslo.
- Lucie Yun Un-hye († 1862), laïque, martyre en Corée, bienheureuse.
- Marie-Dominique Mazzarello († 1881), religieuse italienne fondatrice des filles de Marie-Auxiliatrice avec saint Jean Bosco.
- Michel Garicoïts († 1863), prêtre français fondateur d'une congrégation religieuse.

#### Saints orthodoxes
aux dates parfois "juliennes" / orientales :
- Isidore de Rostov (ru) († 1474), fol en Christ.
- Jean le Bulgare († 1802), orfèvre à Soumla en Bulgarie, martyr par la main de Turcs.
- Léonce de Jérusalem († 1175 ou 1190) ou Léonce II, Patriarche de Jérusalem et thaumaturge.
- Marc le Crétois († 1643), martyr par la main de musulmans.
- Nicétas / Nikita de Novgorod († 1108), évêque - date au calendrier Julien - 31 janvier selon la calendrier grégorien.

### Prénoms du jour
Bonne fête aux Matthias et ses variantes : Mathias, Mathis, Mathys et Matthis (voir 21 septembre des Mat(t)hieu et variantes).
Et aussi aux :
- Aglaé et ses variantes Aglaée et Aglaë(e).
- Aux Djamila et ses variantes : Djamela, Djamele, Djamella, Djamilah, Djémila, Jamela, Jamila et Jemila, pour leur proximité de signification avec Aglaé supra[12].
- Aux Pacôme et ses variantes : Pachôme et Pakhôme (voir 15 mai et fête majeure les 9 mai).
- Aux Pons,
- Servez et ses variantes bretonnes et autres : Gelvestr, Jelvestr (voir Sylvestre les 31 décembre, Servais un saint de glace de la veille 13 mai, voire du 12 mai en brittophonie pour Saint Servan).

## Traditions et superstitions
5e voire 4e jour possible des Quatre-temps d'été lorsque le 14 courant coïncide avec la semaine de la Pentecôte.

### Dictons
de lendemain de saints de glace d'où certains liés au bris de glace.
- « À la saint-Matthias, tout chaud ou de glace. »
- ou « Saint-Matthias casse la glace ; s'il n'en trouve pas il faut qu'il en fasse. »[13]
- « À saint(e)-Théodore, fleurit le bouton d'or. »
- « Au jour de la saint-Boniface, toute boue s’efface. »
- ou « Saint-Boniface nous ôte la boue, ou il nous la met jusqu’au cou. »[14],[15]
- « Le bon Saint-Boniface, entre en brisant la glace. »

### Astrologie
Signe du zodiaque : 24e jour du signe astrologique du Taureau.